# Urziceni (Satu Mare)
Urziceni é uma comuna romena localizada no distrito de Satu Mare, na região histórica da Transilvânia. A comuna possui uma área de 32.3 km² e sua população era de 1517 habitantes segundo o censo de 2007.